# Georg Pencz
Georg Pencz (1500 — 11 de Outubro de 1550) foi um gravador, pintor e impressor alemão.

## Biografia
Pencz viajou para Nuremberg em 1523 e entrou para a oficiana de Albrecht Dürer. Como Dürer, viajou para a Itália e foi profundamente influenciado pela arte de Veneza. Acredita-se que tenha trabalhado com Marcantonio Raimondi. 
Em 1525, foi preso com os irmãos Barthel Beham e Hans Sebald Beham, os chamados "pintores sem deus", pois espalhavam as idéias radicais de Thomas Müntzer sobre a descrença no batismo, Cristo e transubstanciação. Os três foram perdoados mais tarde e se tornaram parte de um grupo conhecido como Os pequenos mestres por acusa de suas gravuras pequenas e intrincadas. 
Em 1539, Pencz voltou por pouco tempo para a Itália, visitando Roma pela primeira vez, e depois voltando a Nuremberg em 1540, onde tornou-se o pintor oficial da cidade e tornou-se famoso por seus retratos. Em 1550, foi designado pintor da corte por Albert, Duque da Prússia, mas morreu antes de chegar à corte. 